# Ministère de l'Emploi et de la Formation professionnelle
Le ministère de l’Emploi et de la Formation professionnelle (anglais : Ministry of employment and vocational training) est une institution de l’État camerounais placée sous l’autorité d’un ministre. Il est chargé de la mise en œuvre de la politique gouvernementale de la promotion de l’emploi et du développement de l’offre de formation professionnelle.

## Histoire
La loi no 76/12 du 8 juillet 1976 portant organisation de la formation professionnelle rapide, créé en 2004 le ministère de l’emploi et de la formation professionnelle par le décret no 2004/320 du 8 décembre 2004. Ce ministère est organisé par le décret no 2005/123 du 15 avril 2005.

## Mission
Le Ministère de l’emploi et de la formation professionnelle est chargé :
- De la préparation de la politique de l’emploi ;
- De la défense et de la promotion de l’emploi ;
- De l’orientation et du placement de main d’œuvre ;
- Des études sur l’évolution de l’emploi et du marché du travail ;
- Des études sur l’évolution des qualifications des emplois.

## Liste des ministres
- Issa tchiroma bakary[3] ;
- Zacharie Perevet ;
- Robert Nkili ;
- Louis bapes bapes ;
- Pius Ondoua ;
- Zachée Mongo So’o.